# Tlatoani di Tlatelolco
Elenco dei tlatoque che governarono l'altepetl precolombiano di Tlatelolco.

## Periodo pre-coloniale
| Tlatoani                                                                             | Immagine | Nascita                             | Morte                                                          | Note                                                                      |
| ------------------------------------------------------------------------------------ | -------- | ----------------------------------- | -------------------------------------------------------------- | ------------------------------------------------------------------------- |
| Cuacuapitzahuac 2 canna (1403) – 4 coniglio (1418)                                   |          | figlio di Tezozómoc di Azcapotzalco | 4 coniglio (1418)                                              |                                                                           |
| Tlacateotl 13 lucertola 4 coniglio (1418) – 12 coniglio (1426)                       |          | figlio di Cuacuapitzahuac           | 12 coniglio (1426) Atzompan Ucciso da Acolhua                  |                                                                           |
| Quauhtlatoa 1 avvoltoio 1 selce (1428) – 4 canna (1431)/7 selce (1460)/8 casa (1461) |          | figlio di Acolmiztli                | 4 canna (1431)/7 selce (1460)/8 casa (1461) Ucciso da Tenochca |                                                                           |
| Moquihuixtli 13 scimmia 7 selce (1460) – 7 casa (1473)                               |          |                                     | 7 casa (1473) Ucciso da Tenochca                               | Insediato da Motecuhzoma I e Axayacatl di Tenochtitlán.                   |
| Itzquauhtzin 9 canna (1475) – 2 selce (1520)                                         |          | figlio di Tlacateotl                | 2 selce (1520) Ucciso dagli spagnoli                           | Un quauhtlatoani (re ad interim). Insediato da Axayacatl di Tenochtitlan. |

## Periodo coloniale
| Tlatoani                                                 | Nascita             | Morte                         | Note |
| -------------------------------------------------------- | ------------------- | ----------------------------- | ---- |
| Diego de Mendoza 4 casa (1549) – 5 coniglio (1562)       | figlio di Zayoltzin | 20 dicembre 5 coniglio (1562) |      |
| Miguel García Oquiztzin 10 canna (1567) – 9 canna (1579) |                     |                               |      |